# سیارک ۳۶۳۹
سیارک ۳۶۳۹ (به انگلیسی: 3639 Weidenschilling، نامگذاری:1985TX) سه هزار و ششصد و سی و نهمین سیارک کشف شده‌است که در ۱۵ اکتبر ۱۹۸۵ کشف شد.
قدر مطلق سیارک برابر ۱۳٫۷۰ است.